# Œcuménopole
 (mai 2018).
- Si vous ne connaissez pas le sujet, laissez ce bandeau (vous pouvez alors contacter les auteurs).
- Si vous supprimez le contenu mis en cause (vous pouvez préalablement contacter les auteurs),

argumentez précisément cette suppression dans la page de discussion
(un manque de référence n'est pas un argument ; une recherche réelle de référence doit avoir été effectuée, être formellement documentée).
 (novembre 2012).
Si vous disposez d'ouvrages ou d'articles de référence ou si vous connaissez des sites web de qualité traitant du thème abordé ici, merci de compléter l'article en donnant les références utiles à sa vérifiabilité et en les liant à la section « Notes et références ».

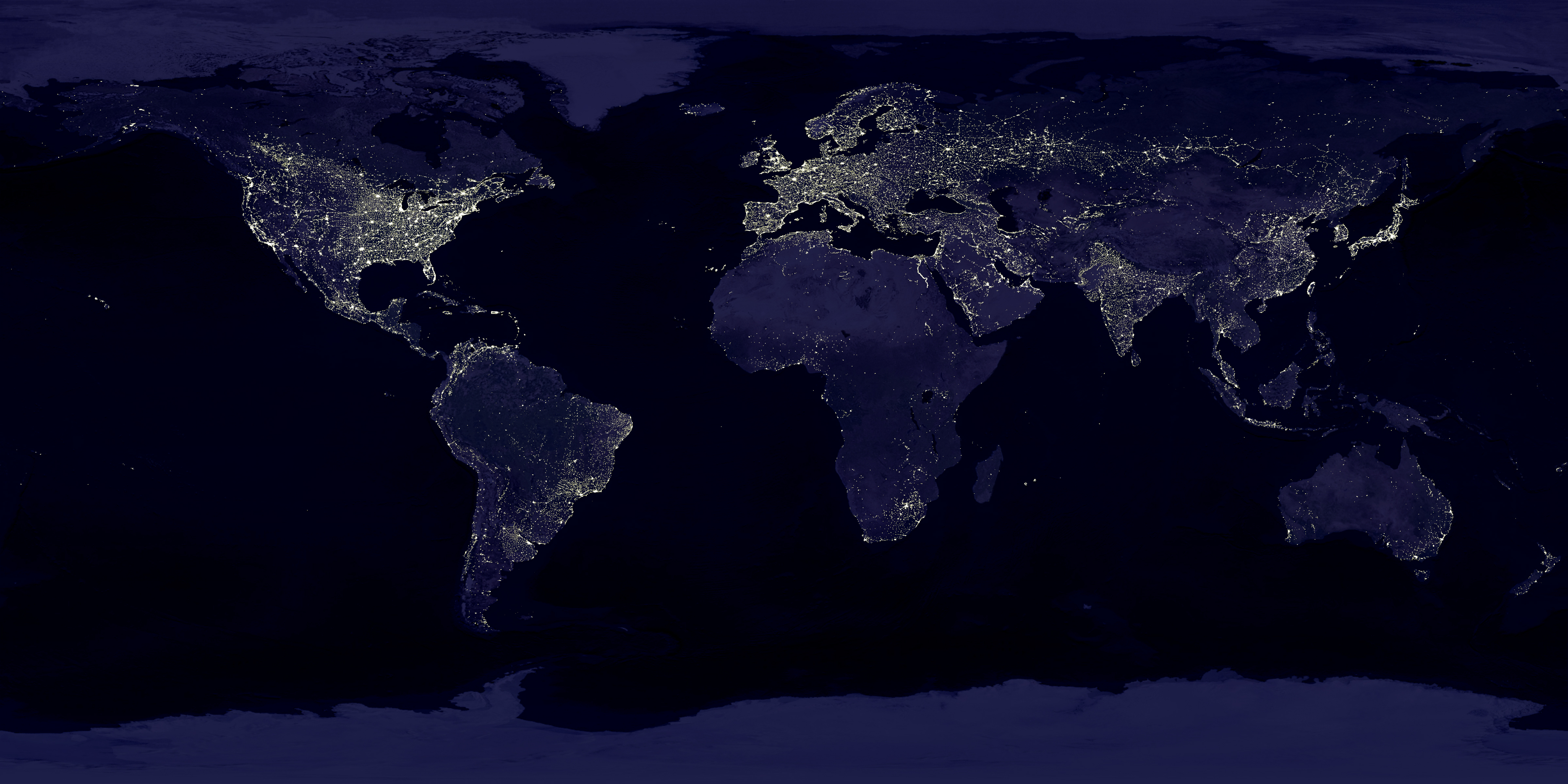
On constate dès aujourd'hui des continuums urbains importants, de telle sorte qu'il est déjà possible d'apercevoir une « dorsale urbaine » continue de l'Ouest à l'Est du Nord économique du monde.

Une œcuménopole (du grec ancien οἰκουμένη / oikouménē, « monde », et πόλις / pólis, « ville ») désigne, en science-fiction et en urbanisme prospectif, « une ville faite du monde entier ». Originellement présent dans des œuvres de science-fiction, le concept décrit, selon Constantinos Doxiadis (1967), un possible phénomène de fusion d'aires urbaines et de mégalopoles à l'échelle planétaire, constituant alors une seule cité mondiale continue.
Alors que les projections les plus récentes (2011) annoncent un pic démographique de dix milliards d'habitants en 2100 (voir l'article Prospective démographique), et que l'urbanisation progresse de façon rapide et constante dans toutes les parties du monde, en particulier dans les pays en développement, le concept d'œcuménopole prend aujourd'hui un sens plus réaliste que celui qu'il pouvait avoir lors de sa théorisation dans les années 1960. On peut donc s'interroger sur les attributs de cette Ville-Monde pour mieux anticiper son éventuel développement.

## Prémices théoriques

### Bases réelles
Cette idée est inspirée par la tendance à l'urbanisation et à la croissance démographique. 

### Précurseurs
Avant que le mot ecumenopolis ne soit inventé, le leader religieux américain Thomas Lake Harris (1823-1906) mentionna des villes-planètes dans ses vers, et l'auteur de science-fiction Isaac Asimov utilise la « ville-planète » Trantor comme cadre de beaucoup de ses livres.
Doxiadis créa alors un scénario basé sur les traditions et les tendances du développement urbain de son temps, prédisant en premier une « Eperopolis », ville-continent qui serait basée dans la zone entre Londres, Paris, et Amsterdam (ou la « Banane bleue », la mégalopole européenne). Tandis que l'idée d'une seule aire urbaine globale prend forme dans nombre de travaux de science-fiction, le livre lui-même était une tentative sérieuse de considérer des changements de paysage longtemps dirigés résultant de l'expansion urbaine à grande échelle.

## Les caractères de la Ville-Monde

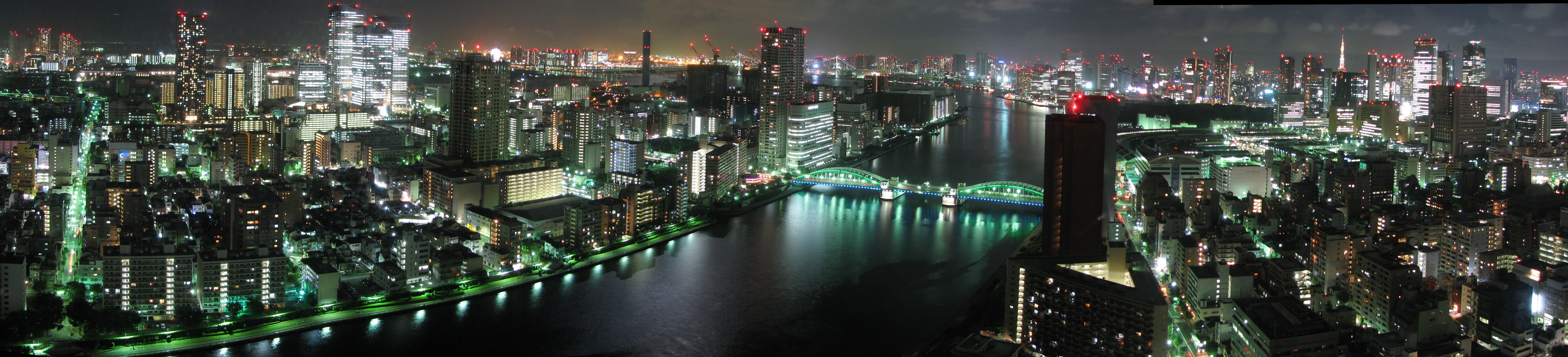
Aspect possible d'une œcuménopole (ici : Tokyo)

Il est en premier lieu nécessaire de bien distinguer la Ville-Monde, ou Œcuménopole, et la Ville mondiale, qui est un centre urbain névralgique concentrant les facteurs de commandement et de rayonnement, dans les domaines politique, économique, culturels notamment. L'Œcuménopole regrouperait de fait nombre de ces villes globales, et serait polarisée par elles, sans en être une cependant, puisque la ville mondiale se définit en relatif par rapport aux autres, dans un contexte de concurrence d'influence sur l'espace mondialisé du Village global.
Il n'a jamais été envisagé que toutes les zones terrestres seraient bétonnées ; ce développement urbain s'étendrait plutôt sous forme de rubans transcontinentaux. Une observation de la répartition actuelle des lumières nocturnes terrestres révèle que ce type de modèle a vu le jour à certains endroits (voir image supra). Ce développement d'un aménagement qu'on pourrait qualifier d'hyper-urbain entre hautement en corrélation avec le développement économique.

Aspect possible d'une œcuménopole (ici : Paris)

La zone du monde où une Ecumenopole semblerait le plus à même de voir le jour s'étend à travers des régions mondiales traversées par des voies de transport importantes, et donc plus propices à un aménagement urbain en raison d'une meilleure irrigation économique et démographique. Par exemple, l'Ecumenopolis en Amérique du Nord courrait le long de l'Interstate-95 passant par Portland, et le Maine jusqu'à Miami. Autre exemple, en Asie du Sud, on constate un aménagement continu courant de Hanoï à Bangkok puis, au sud par Phuket jusqu'à Singapour, plus encore en aval vers l'Indonésie et l'Île de Java, pour se terminer à Bali.
La population mondiale aurait, selon Constantinos Doxiadis, comme pour nombre de démographes, une limite haute théorique de quinze à cinquante milliards d'individus[réf. nécessaire]. Doxiadis reconnait alors les contraintes quant au développement pour une population si importante, sans pour autant être malthusien, et en infère dans le scénario qu'il juge le plus probable une population globale devant se stabiliser autour de quinze milliards, principalement concentrée autour de bandes linéaires de zones urbaines développées. Il ne doit cependant pas être omis que dans ce scénario de développement, les taux de croissance économique futurs se tasserait vers un point d'équilibre durable et que la majorité de la surface terrestre demeurerait un espace libre. On touche là cependant la limite théorique de soutenabilité de la population humaine pour une planète de la taille de la Terre.

Aspect probable d'une œcuménopole (ici : New York)

Une version plus écologique peut être envisagée, avec une population globale de huit milliards, 80 % de celle-ci vivant dans des secteurs métropolitains traçant grossièrement un type d'œcuménopole mondial. Dans ce cas, les besoins en matières premières sont réduits et il y a plus d'espace libre autour des zones développées. Les solutions en accord avec ce scénario peuvent aller de grandes zones périurbaines à certains endroits aux nœuds densément peuplés comme Hong Kong ou Mexico. En général, la densité moyenne des espaces urbains développés pourrait se rapprocher de celle des banlieues de l'Angleterre et du Japon, avec des loges rangées ou des maisons de ville avec de petits rez-de-jardin, comme des banlieues pavillonnaires dans lesquelles les logements sont des maisons de tailles diverses mais toujours sur de très petits terrains en raison de la pression foncière et du problème de l'étalement urbain.
Partant de l'hypothèse d'une nouvelle révolution technologique, on pourrait envisager une nouvelle croissance économique et démographique remodelant le paysage et une forte augmentation subséquente de la population humaine mondiale la poussant potentiellement jusqu'à 50 à 100 milliards[réf. nécessaire]. Ces hypothèses semblent pourtant plus relever de la science-fiction que de la réalité, et le fait de penser à une planète-capitale hautement peuplée et développée entourée d'un ensemble de planètes fédérées demeure aujourd'hui totalement illusoire technologiquement et démographiquement parlant, en tout cas à l'échelle de notre perception et de nos projections sérieuses. C'est pourquoi Doxiadis exclut en conséquence celles-ci du champ des possibles dans son livre, lui préférant les deux hypothèses susmentionnées pour le développement global futur.

## En science-fiction
Dans la science-fiction moderne, l'œcuménopole est devenu un sujet fréquent. Les capitales des empires galactiques sont typiquement dépeintes comme telles.

Les plus célèbres exemples d'œcuménopoles se trouvent dans la science fiction, avec par exemple Trantor, dans le Cycle de Fondation d'Isaac Asimov, ou la planète Coruscant dans Star Wars.
On présente souvent l'œcuménopole comme un terre future ou alternative, comme dans les exemples suivants :
- Dans la nouvelle de Robert Reed, intitulée Sœur Alice, la Terre est décrite ainsi : « Il n'y avait pas de continents, et pas de mer visible. Chaque mètre carré était recouvert par une verticale cité, belle et souvent célèbre. La croûte était au-dessous d'un volume spongieux de matière, de pierres, de diamants et d'autres matières exotiques, des villes moindres et les poches d'océan se sont blotties contre des fermes complexes où est produite chaque jour assez d'alimentation pour alimenter un quart de billion (250 000 000 000 soit 2,5 × 1011) de personnes »
- Dans les séries de David Wingrove, Chung Kuo
- La mégastructure de Tsutomu Nihei dans la série de manga BLAME!
- La Terre, dans une réalité alternative créée par les Borgs dans Star Trek : Premier Contact
- Sur PlayStation 2, le jeu vidéo Star Ocean: Till the End of Time
- En 200 000, vue brièvement du vaisseau T.A.R.D.I.S. dans la série Doctor Who : Un jeu (2005)
- Sainte Terre (Terra), de Warhammer 40,000 et certains Mondes Ruches du même univers. Les Mondes Forges du même jeu sont une variation du concept, où, à la place d'une ville, la planète entière est couverte d'un complexe massif d'usines

D'autres représentations fictives plus ou moins sérieuses font état du caractère à la fois intemporel et récurrent de l'Ecumenopole dans la science-fiction, sous des formes diverses, notamment dans des jeux vidéo ou des bandes dessinées s'accommodant bien de ce type d'univers exotique. Ces mondes sont alors décrits soit sous une forme utopiste soit sous une forme catastrophiste et pessimiste.
- Coruscant et Hosnian Prime, dans la filmographie et l'univers Star Wars
- Dandale, dans la série de bandes dessinées Les Maîtres cartographes
- Capitale de l'un des premiers livres de Orson Scott Card : La Geste Valois
- Dans Transformers, Cybertron est un monde mécanique du cœur à la surface, principe repris plus tard dans The Hub (le centre), c'est-à-dire un vaste réseau physiquement connecté de mondes qui sert de centre au pouvoir de l'Empire Cybertronien
- Acmetropolis dans la série Les Loonatics
- Apokolips, issu des séries de DC Comics : Le Quatrième Monde de Jack Kirby
- Sujet principal du jeu Total Annihilation
- Draconis principal du jeu de rôle Dragonstar
- Helior de Harry Harrison dans Bill, the Galactic Hero
- Les Oikumenes dans les Lointaines et Futuristes Nouvelles Sociales de Jack Vance
- La planète habitation des Marionnettistes de Pierson de L'Anneau-Monde par Larry Niven
- Meirrion dans Lanfeust des Étoiles
- Megalex dans la bande dessinée  de Jodorowsky et Beltran
- Point Central, dans la bande-dessinée Valérian, agent spatio-temporel, de Jean-Claude Mézières et Pierre Christin
- Ravnica dans Magic : l'assemblée
- Sunder, dans le jeu de rôle Anachronox
- Tau Ceti Central et Renaissance Vector de Dan Simmons dans Les Cantos d'Hypérion
- Les planètes Manhattan, New Berlin, Neo Tokyo et New London dans le jeu vidéo Freelancer
- La Fourmilière ou Grande ST (Société Terrestre) (The Hive dans la version originale) dans les romans du Cycle de la Grande ST (The Hive Series  dans la version originale), Humanité et demie (Half Past Human dans la version originale) et Le Dieu-Baleine (The Godwhale dans la version originale)
- Dans le jeu vidéo Stellaris, le joueur peut transformer des planètes en Œcuménopoles s'il dispose de l'extension MegaCorp.